# Свети Николай (Черешница)
„Свети Николай“ (на гръцки: Αγίου Νικολάου) е възрожденска православна църква, разположена в костурското село Черешница, днес Поликерасо, Костурско, Гърция.
Църквата е разположена в южния край на селото и е гробищен храм. Издигната е в 1844 година. Иконостасът в нея и иконите са от по-стар храм, датиращ от преди 1800 година.
В края на XIX век енорийски свещеник в църквата е българският революционер и патриот поп Герман Чиковски. В 1898 година по инициатива на поп Герман църквата и цялото село приема върховенството на Българската екзархия.
- Общ изглед със селото
- Иконостасът
- Иконостасният кръст